# Nerd Cave
|  | Denne artikel er oprettet af botten Steenthbot ud fra en ekstern database. Den kan derfor have sproglige fejl eller mangler. Denne skabelon kan fjernes efter kontrol af indholdet. |

Nerd Cave er en dansk kortfilm fra 2017 instrueret af Mads Reuther.

## Handling
En ivrig gamer bor sammen med sin mor. En dag svigter strømmen, og hans verden bryder sammen. I et desperat forsøg på at få strømmen tilbage, forsøger hans mor at genoprette forbindelsen til ham

## Medvirkende
- Marcus Gad Johansen
- Michelle Bjørn-Andersen